# Здвижка
Здвижка (укр. Здвижка) — село на Украине, находится в Коростышевском районе Житомирской области. Административный центр Здвижковского сельского совета.

## География
Село расположено на левом берегу реки Здвиж. Занимает площадь 1,336 км².

## История
Ряд учёных отождествляет село с летописным древнерусским городом Здвижнем.

## Население
Население по переписи 2001 года составляет 241 человек.

## Адрес местного совета
12536, Житомирская область, Коростышевский р-н, с. Здвижка; тел. 74-4-35.